# Hans-Ulrich Rudel
Hans-Ulrich Rudel (2. juli 1916 – 18. december 1982) var oberst i Luftwaffe.
Han var et tysk flyver-es og den eneste, der fik jernkorsets ridderkors med egeløv af guld, sværd og brillanter (tildelt 1. januar 1945).
På 2.530 togter ødelagde han 519 fjendtlige panserkøretøjer, det sovjetiske slagskib Marat og en destroyer. Han fløj mest i en Junkers Ju 87 (Stuka), som han beherskede som ingen anden. Han styrtede flere gange ned bag fjendens linjer, men reddede sig tilbage.
Efter krigen emigrerede han til Argentina.